# Li Da (filósofo)
Li Da (en chino tradicional, 李達; 1890-1966) fue un filósofo marxista chino. Dirigió el Departamento de Publicidad del Partido Comunista de China (Agitburó) después de la fundación del partido.
Li Da abandonó el Partido Comunista en la década de 1920 debido a su reformismo. Sin embargo, mantuvo estrechos vínculos con el partido y su aparato clandestino. Li Da tradujo al chino muchas obras marxistas europeas. El trabajo más importante de Li Da fue Elementos de sociología, que tuvo una gran influencia en Mao Zedong. Li Da ayudó a popularizar la «nueva filosofía», que ganó dominio en la Unión Soviética en la década de 1930. Después de 1949, Li Da se reincorporó al PCCh. Fue duramente criticado y golpeado al comienzo de la Revolución Cultural y murió en 1966. Fue rehabilitado póstumamente después de la muerte de Mao.

## Familia
Li y su esposa Wang Huiwu tuvieron tres hijos. Su hija mayor, Li Xintián (李心田), murió de una enfermedad durante la segunda guerra sino-japonesa. La segunda hija fue Li Xinyi (李心怡). Su único hijo fue Li Xintian (李心天), fundador de la psicología médica en China.